# Pacouria guianensis
Espèce
Classification APG III (2009)
Synonymes
- Landolphia guianensis (Aubl.) Pulle
- Willughbeia guianensis J.F. Gmel.
- Willughbeia scandens Willd.
- Willughbeja gujanensis (Aubl.) J.F. Gmel.
- Willughbeja scandans Willd.[1]

- Landolphia guianensis (Aubl.) Pulle
- Willughbeia guianensis (Aubl.) J.F.Gmel.
- Willughbeia scandens Willd.
- Willughbeja gujanensis (Aubl.) J.F.Gmel.
- Willughbeja scandans Willd.[2]

Pacouria guianensis est une espèce de lianes sud-américaines, appartenant à la famille des Apocynaceae. C'est l'espèce type du genre Pacouria Aubl.
Elle est connue en Guyane sous le nom de Liane caoutchouc, liane gomme (Créole), uwa kãsį̃ (Wayãpi), wakukwa arivra, ihip paβay kamwi (Palikur), et au Suriname comme Ëepukuimë (Trio).

## Description
Pacouria guianensis est une grosse liane ligneuse de canopée, principalement glabres, à tige de diamètre > 10 cm. Toutes les parties coupées libèrent une sève laiteuse abondante.
Les tiges sont de section ronde, couvertes de poils doux, veloutés quand elles sont jeunes, avec des lenticelles.
Las noeuds portent une crête ou une ligne interpétiolaire et de nombreuses glandes collétères en forme de stipules.
Les tiges plus âgées deviennent ovales, sillonnées, avec une écorce externe liégeuse, des lenticelles denses. Les vaisseaux sont disposés en X-S simple.
Les feuilles sont coriaces, glabres au dessus, légèrement pubérulentes en dessous (surtout sur les nervures), et dépourvues de glandes basales ou de domaties.
On compte 9-14 paires de nervures secondaires et on observe des nervures tertiaires nettes.
Le pétiole est robuste, souvent tordu/torsadé, long d'environ 0,5-1 cm, avec de nombreuses glandes inter-pétiolaires.
Le limbe est de forme ronde à elliptiques, à base obtuse, ronde, cunéiforme à cordée, à apex obtus à acuminé, mesurant 11-22 x 7-9,5 cm.
L'inflorescence est en panicule terminal ou axillaire, avec des axes en forme de vrille, mesurant jusqu'à 60 cm de long, un pédoncule long de 7 cm, et comportant 10-20 fleurs.
Les fleurs sont très petites, solitaires ou regroupées.
Le calice persistant, poilu, et dépourvu de glandes collétères, est composé de sépales bruns, longs d'environ 2 mm.
La corolle en forme de trompette, est de couleur blanc verdâtre à orange jaunâtre, formant un tube long de 1-1,5 cm, avec des lobes droits, linéaires-oblongs, longs d'environ 1 cm, se recourbant avec l'âge, tordus dans le bourgeon.
Les étamines sont attachées dans la corolle, en dessous du milieu du tube, avec des anthères linéaires, coniques à la base, libres de la tête du stigmate.
L'ovaire est globuleux, pubescent, long d'environ 1 mm, avec le style deux fois plus long que l'ovaire. La tête du style est cylindrique, les appendices sont aussi longs que le corps.
Les Fruits sont de grosses baies globuleuses, mesurant environ 8-15 cm de diamètre, lisses, de couleur, bleu-vert avec une couche cireuse blanche, devenant jaune-orange à maturité, avec des lenticelles blanchâtres.
La pulpe jaunâtre, renfermant plus ou moins de latex, a un goût sucré et dégage une odeur plutôt désagréable.
On trouve, immergées dans la pulpe, environ 12 graines, glabres, ellipsoïdes, mesurant 2,5 × 1,5 cm,.

## Répartition
On rencontre Pacouria guianensis Du Pérou au Brésil (Pará) en passant par la Colombie et le plateau des Guyanes (Guyana, Suriname, Guyane).

## Écologie
La Floraison, probablement nocturne, a lieu en août en Guyane. Peu commune, elle pousse en forêt de terre ferme perturbée, dans les forêts anciennes de plaine, et surtout dans les zones ripicoles. 
Les graines sont disséminées des singes (endozoochorie), notamment Lagothrix lagotricha,,,.
Ses fruits tombés au sol sont aussi consommés par les tapirs,,, mais aussi par le daguet rouge et dans une moindre mesure par le daguet gris.
Sa dissémination a été abordée en Colombie.
Les espèces du genre Pacouria présentent un mécanisme de grimpe relativement peu commun : elles s'accrochent grâce à l'enroulement de ses pédoncules et de ses inflorescences. Pacouria guianensis forme par ailleurs des stolons capables de former des racines adventives et de réitérer des structures de pousses de plante juvénile.
Ses fruits pourraient aussi prédatés par des larves de mouches des fruits du genre Anastrepha,, notamment Anastrepha aithogaster Norrbom.
En raison de la taille remarquable de ses fruits, Pacouria guianensis a fait l'objet d'études sur son mode de dissemination,.
Sa classification phyllogénétique a aussi été étudiée.

## Usages
En Guyane, les Wayãpi appliquent le latex brut sur les furoncles comme résolutif, et les graines sont brûlées sous le hamac des patients pour soigner les maladies liées aux esprits envoyés par l'anaconda. Les fruits sont réputés toxiques chez les Palikur.
Les fruits de l'espèce proche Pacouria boliviensis sont communément consommés par certaines populations au Pérou.
Des lianes proches étaient autrefois utilisées pour l'extraction de caoutchouc, mais cette espèce semble ne pas en avoir fait l'objet. Cependant, son nom de liane caoutchouc / liane gomme et d'autres sources attesteraient du contraire en Guyane.

## Protologue

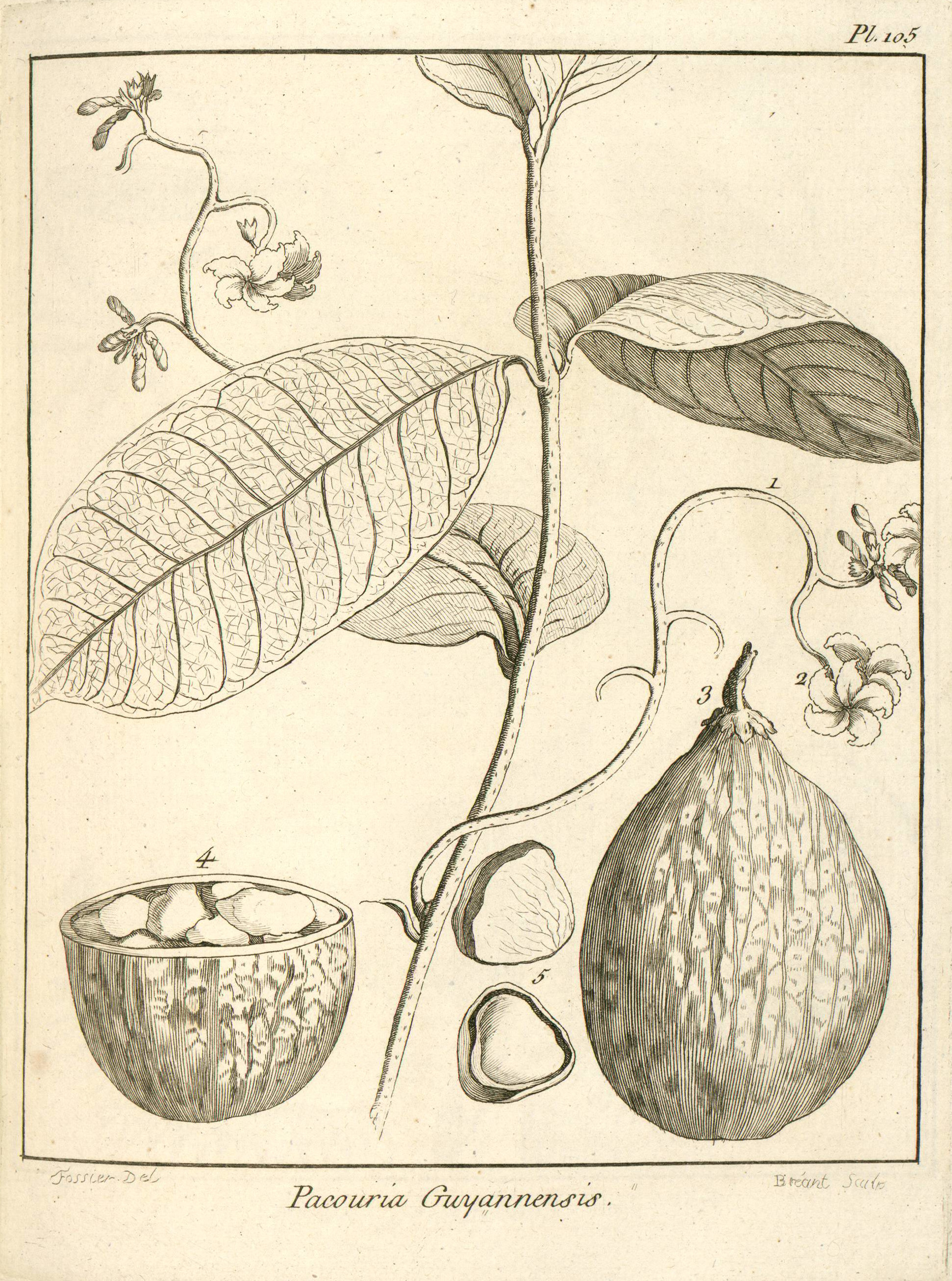
Pacouria guianensis par Aublet (1775) :
Planche 105. Ce fruit n'eſt pas repréſenté dans ſa groſſeur ; il eſt un peu diminué. - 1. Grappe de fleurs. - 2. Corolle. - 3. Baie. - 4. Baie couple en travers. - 5. Semence.

En 1775, le botaniste Aublet propose le protologue suivant : 

« PACOURIA (Guianenſis). (Tabula 105.)
Frutex, ramos plures, ſarmentoſos, nodoſos, volubiles, ſuprà arbores vicinas ſpargens. Folia ovato-acuta, glabra, integerrima, undulata, oppoſita, brevi petiolata, petiolis ſubamplexantibus.
Flores racemoſi, axillares, racemis volubilibus.
Cortex ramorum vulneratus, folia lacerata, ſuccum viſcoſum, lacteum eſtundunt.
Florebat, fructumque ferebat Maio.
Habitat ad ripam amnis Galibienſis.
Nomen Caribæum PACOURI-RANA.

LE PACOURIER de la Guiane. (Planche 105.)
Cet arbrisseau a un tronc d'environ trois pouces de diamètre. Il jette des branches noueuſes & ſarmenteuſes qui ſe répandent, ſe roulent ſur le tronc des arbres, gagnent leur ſommet, & laiſſent enſuite tomber des rameaux garnis de feuilles oppoſées, liſſes, entières, fermes, vertes, ovales, ondées à leurs bords, & terminées par une pointe. Leur pédicule eſt court & cylindrique. Il s'unit au pédicule oppoſé par une arrête ſaillante, qui eſt ſur l'une & l'autre face du nœud d'ou elles partent. Les plus grandes feuilles ont ſept pouces de longueur ſur trois de largeur. La nervure longitudinale, ainſi que les latérales ſont rougeâtres, ſaillantes en deſſous. De l'aiſſelle d'une feuille naît une longue grappe tortueuſe, éparſe, reſſemblant à la vrille d'une vigne, donc elle fait quelquefois la fonction. Les branches de cette grappe portent de petits bouquets de fleurs dont le calice eſt d'une ſeule pièce, diviſe en cinq parties qui ſe recouvrent naturellement par un de leurs côtés. 
La corolle eſt monopétale, jaune ; ſon tube eſt court, attaché ſous l'ovaire ; ſon pavillon eſt partagé en cinq lobes égaux, ondés ; ils ſe recouvrent en partie par un de leurs côtés. 
Les étamines ſont au nombre de cinq, placées à la paroi inférieure & interne du tube. Leur filet eſt court. L'anthère eſt à deux bourſes écartées par le bas, & reſſemble à un fer de flèche. 
Le piſtil eſt un ovaire arrondi, ſurmonté d'un style à quatre angles, qui porte un plateau ſur lequel eſt placé un stigmate renflé, cannelé en ſpirale, & terminé par deux petites pointes. 
L'ovaire devient un fruit de la groſſeur d'un coin, & de la même couleur. Il eſt ſucculent & pulpeux, & contient pluſieurs semences anguleuſes. L'écorce des rameaux des grappes eſt rouſſâtre & marquée de points blancs. Toutes les parties de cet arbriſſeau rendent un ſuc laiteux & fort viſqueux. 
Le fruit dans ſa maturité a une odeur agréable, & quand on le coupe il ne rend alors que très peu de ſuc laiteux. 
Cette liane eſt nommée PACOURI-RANA par les Garipons. 
Je l'ai trouvée en fleur & en fruit dans le mois de Mai, ſur des arbres qui croiſſent au bord de l'entrée de la crique des Galibis. »

— Fusée-Aublet, 1775.